# Proposizione completiva
In linguistica, una proposizione completiva (o argomentale) è una subordinata che completa il significato del verbo, assumendo la funzione di soggetto o di oggetto.
Le completive si distinguono in:
- proposizioni soggettive;
- proposizioni oggettive;
- proposizioni dichiarative;
- proposizioni interrogative indirette.